# Сухопътен транспорт
Сухопътният транспорт е един от подотраслите на транспорта, складирането и пощите в Статистическата класификация на икономическите дейности за Европейската общност.
Секторът обхваща пътния и железопътен транспорт на пътници и товари, включително градския транспорт, както и тръбопроводния транспорт на далечни разстояния.
В България към 2017 година в сухопътния транспорт са заети около 122 хиляди души, а произведената продукция е на стойност 9,14 милиарда лева, като най-големите предприятия по обем на продажбите са „Булгартрансгаз“, ПИМК, „Петко Ангелов БГ“ и „БДЖ – Товарни превози“.